# Doppelgänger (folklore)
Pour les articles homonymes, voir Doppelgänger.

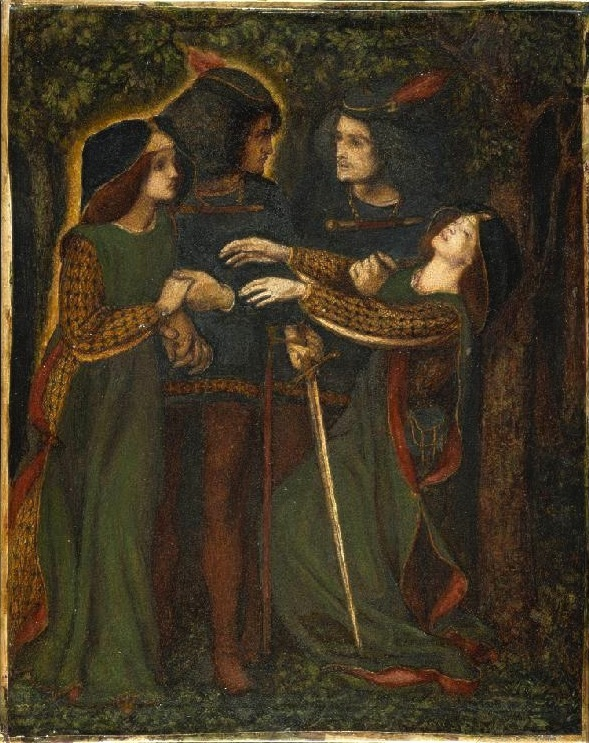
Dante Gabriel Rossetti, How they met themselves (1864)

Un Doppelgänger (francisation d'un mot allemand signifiant « sosie » ou « double d'une personne vivante ») est un personnage fictif dans les folklores et la mythologie germanique et nordique, mis en scène par certains auteurs de fiction[Qui ?]. 
Il est le double fantomatique —  le plus souvent un jumeau maléfique — d'une personne vivante. Dans le folklore, le doppelgänger n'a ni ombre ni reflet dans un miroir ou dans l'eau. Il est supposé donner des conseils à la personne qu'il imite, mais ces conseils peuvent être malintentionnés. Le  doppelgänger, en de rares occasions, seme la confusion en apparaissant devant les amis et proches de leur victime ou en induisant des idées dans l'esprit de ses victimes.

## Mythologie et folklore
Figurant dans de nombreux folklores et croyances, notamment dans la mythologie germanique et la mythologie nordique, le doppelgänger se présente toujours comme une copie, un double d'un individu ou bien sa version alternative souvent maléfique. Par ailleurs, le concept d'alter ego est très commun dans de nombreuses autres cultures et croyances.
Selon les légendes, l'apparition d'un doppelgänger est un mauvais présage, annonçant des malheurs ou la mort de l'individu croisant son double.
Le Doppelgänger est similaire au concept de « contrefacteur » dans le gnosticisme.

## Dans la fiction
Le terme Doppelgänger, emprunté au  folklore allemand, est popularisé par les frères Grimm. Ce thème angoissant est souvent employé dans la littérature romantique. Il apparaît dans le roman Siebenkäs de Jean Paul (1796), dans Les Élixirs du Diable d'Ernst Theodor Amadeus Hoffmann (1815-1816), dans le lied Der Doppelgänger du cycle Schwanengesang de Franz Schubert (1828) d'après un poème de Heinrich Heine.
Hors d'Allemagne, le thème est utilisé par Edgar Poe dans la nouvelle William Wilson (1839), par Fiodor Dostoïevski dans son roman justement titré Le Double, par Robert Louis Stevenson dans L'Étrange Cas du docteur Jekyll et de M. Hyde (1886), par Agatha Christie dans À l'hôtel Bertram (1965), par Oscar Wilde dans Le Portrait de Dorian Gray (1890–1891), par l'écrivain turc Orhan Pamuk dans Le Château blanc (1985), par le Portugais José Saramago dans L'Autre comme moi (O homem duplicado, 2002), par Yoshihiro Togashi dans Hunter x Hunter (1998-20..), par Emmanuelle et Benoît de Saint Chamas dans Le Démon aux mille visages (2013), par Atsushi Ōkubo dans Fire force (2015-2022) et dans la web-série d'horreur The Mandela Catalogue, par Alex Kister (2021).
Dans la science-fiction, le thème du double peut être associé à celui du robot, dans le film Metropolis de Fritz Lang (1927), ou de l'univers parallèle, dans le roman L'Univers en folie de Fredric Brown (1949). Au-delà, dans la saga Star Wars, on observe plusieurs fois la représentation maléfique d'un reflet du héros. Elle est illustrée par un double maléfique ayant embrassé le côté obscur de la Force : pour Luke Skywalker dans L'Empire contre-attaque, ainsi que Rey dans le dernier volet, L'Ascension de Skywalker.
En 2003, Doppelgänger (Dopperugengâ), film japonais réalisé par Kiyoshi Kurosawa, aborde le même thème.
En 2010, dans l'épisode 6 de la saison 6 de Supernatural, Dean fait une recherche internet sur le Doppelgänger, car il soupçonne son frère Sam d'en être un en réalité.
En juillet 2016, Archspire, un groupe de death metal technique, annonce son retour en studio Flatline avec le producteur Dave Otero pour l'enregistrement d'un nouvel album prévu pour 2017. À cette période, le titre n'est pas encore officiellement choisi, mais le groupe hésite entre Involuntary Doppelgänger, Relentless Mutation, et From Solitude to Infamy. Finalement, c'est Relentless Mutation qui est retenu.
Le thème du double est repris tout au long de la série télévisée  Vampire Diaries (2009-2017). Il est expliqué par le fait que des sorciers se sont rendus immortels durant la Grèce antique et que la Nature, pour une question d'équilibre, a créé des doubles mortels à leur image pendant 2000 ans, dont Elena Gilbert, le personnage principal de la série.
Plus récemment, le film Us de Jordan Peele, sorti en 2019, reprend cette légende. Lors d'une semaine de vacances au bord de la mer, les membres d'une famille tentent de survivre à leurs doubles maléfiques.
En 2020, le terme de Doppelgänger est utilisé à nouveau dans la série télévisée dramatique surnaturelle italienne créée par Ezio Abbate appelée Curon.
En 2020 également, dans la mini-série dramatique américaine The Outsider.
Le personnage du Doppelgänger, double du président J.F Kennedy, créé par un savant fou, apparait dans l'album de Blake et Mortimer Huit Heures à Berlin.

### Donjons et Dragons
Dans le jeu de rôle médiéval-fantastique Donjons et Dragons, le doppelgänger s'insère en particulier dans le cadre des Royaumes oubliés. Sous sa véritable apparence, le doppelganger est un humanoïde glabre, à la peau pâle et huileuse. Il est pourvu de grands yeux globuleux sans pupilles. Il s'agit d'une créature particulièrement agile. Les doppelgangers sont enfin décrits comme des créatures sournoises et patientes.
Le doppelganger est capable de prendre l'apparence de tous les humanoïdes mesurant entre 1,20 et 2,50 mètres qu'il rencontre. Il peut également détecter les pensées. Il combat à l'aide de ses poings, ou se sert des armes de l'individu dont il a pris l'apparence.
Après la création du monde par Ao, alors que les dieux se livraient bataille, cinq grandes races connues sous le nom de « races créatrices » apparurent (sarrukh, batrachi, aearee, géants et dragons). Une race des métamorphes aquatiques (batrachis) devint amphibie et s'étendit à la surface du monde ; elle y prospéra avant d'être réduite à un état de vie sauvage par des races ennemies (tritons, sahuagins et autres peuples marins). Les doppelgangers sont, avec les locathahs vivant dans les fonds marins, les survivants de cette race-là.

## Opération Doppelgänger
À la suite de l'invasion de l'Ukraine par la Russie, cette dernière lance l'opération doppelgänger. Il s'agit de créer des faux doubles d'organes de presse occidentaux, afin de diffuser les narratifs du kremlin. L'idée de créer des doubles quasi-identiques, diffusant des informations malveillantes faisant directement référence au terme d'origine.